# Heidberger Mühle

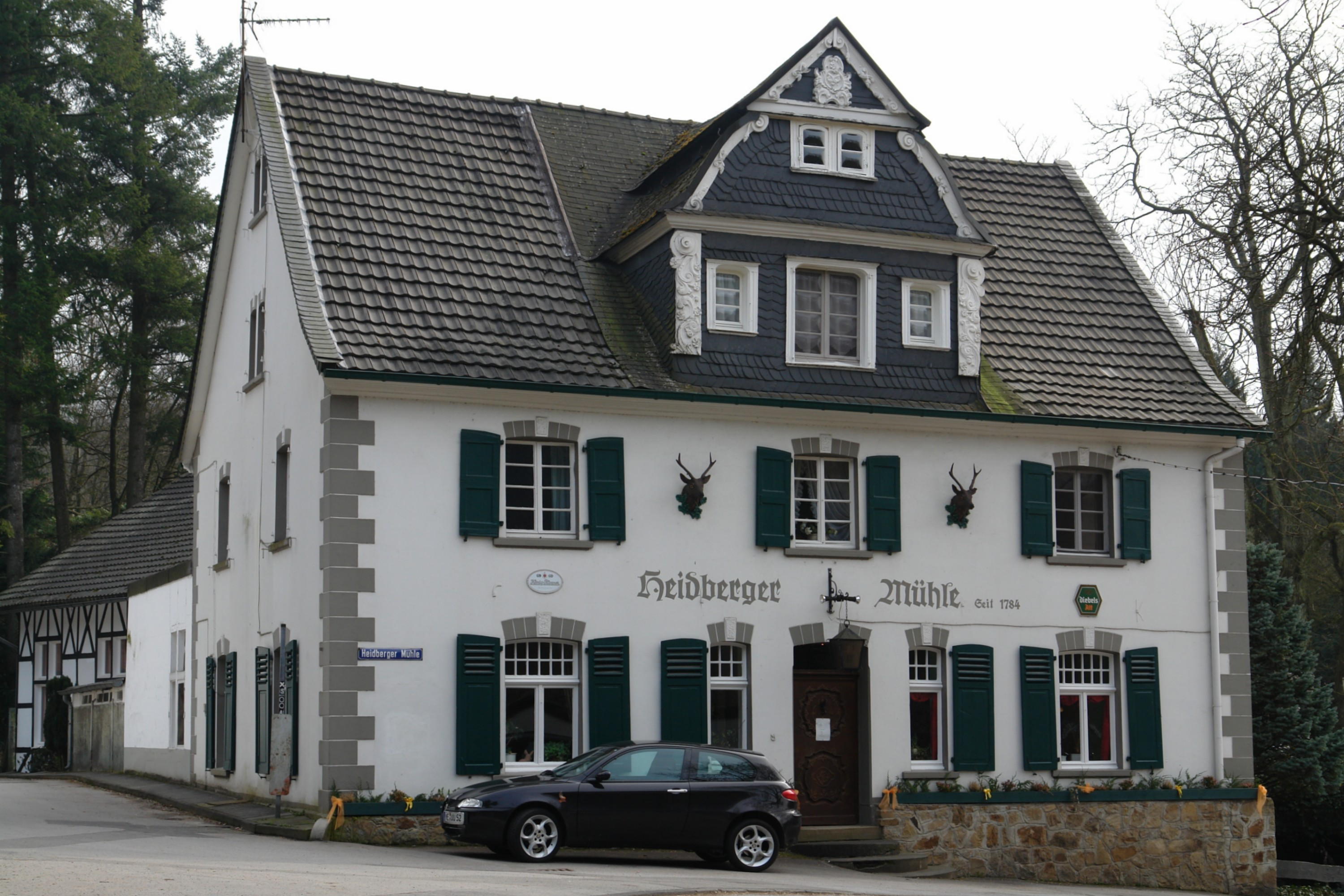
Heidberger Mühle, Haupthaus von 1784

Die Heidberger Mühle ist eine ehemalige Wassermühle in der Stadt Haan im Kreis Mettmann. Das barocke, zur Mühle gehörende Wohnhaus steht seit 1982 unter Denkmalschutz.

## Lage und Beschreibung

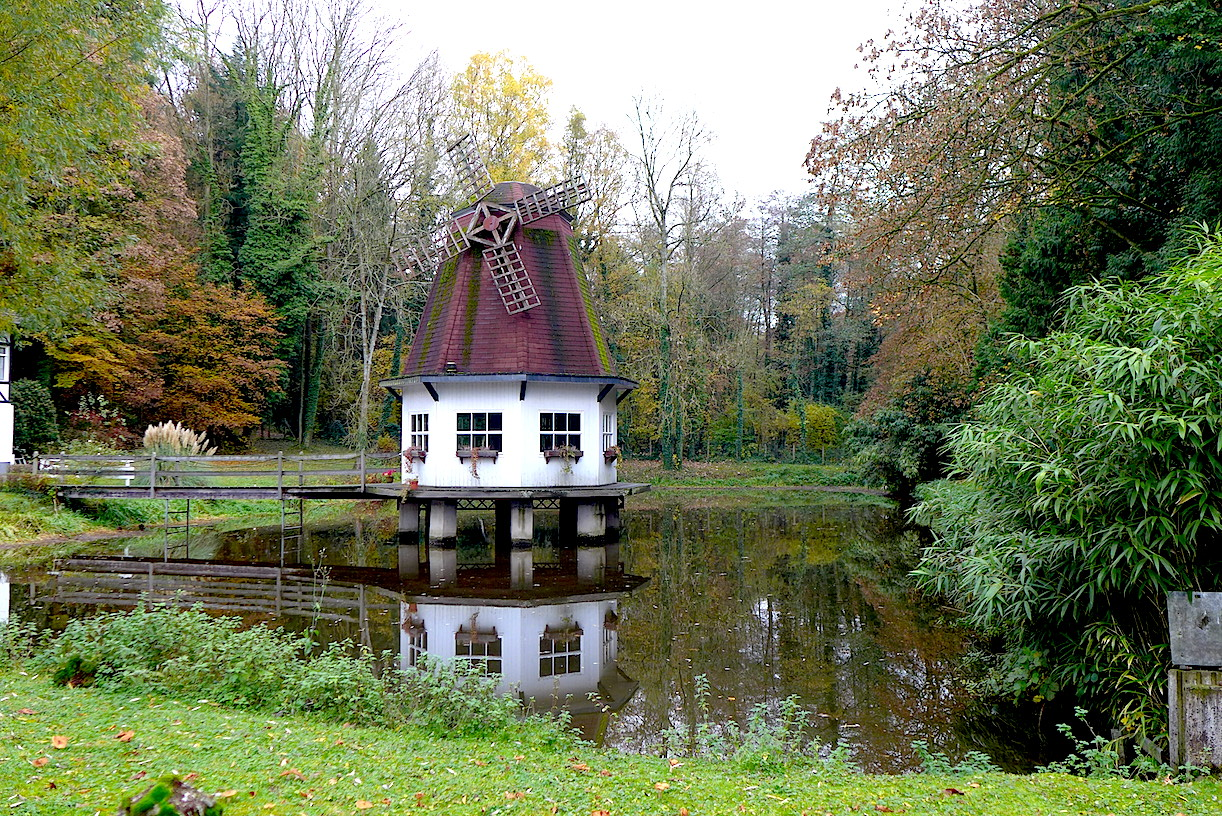
Holländerwindmühle auf dem ehemaligen Gondelteich

Das Haupthaus der einstigen Mühle liegt an Walder Straße 50 im äußersten Süden von Haan unmittelbar an der Stadtgrenze zu Solingen-Wald. Die Stadtgrenze folgt dem Verlauf der Itter, die in einem bewaldeten Bachtal zwischen beiden Städten verläuft. Südlich der Mühle befindet sich ein kleiner Teich, der durch das Wasser der Itter gespeist wird. Dort befindet sich der Nachbau einer Holländerwindmühle im Maßstab 1:3.
Bei dem Haupthaus und heutigen Restaurantgebäude handelt es sich um ein 1784 errichtetes Gebäude im Barockstil, das im 19. Jahrhundert umgebaut wurde. Bemerkenswert ist das reich verzierte, verschieferte Dachhaus, das mittig über der Eingangstür platziert ist.

## Geschichte
Die Mühle war ursprünglich ein Schleifkotten, der im Jahre 1574 als Kotten am Heidberg erstmals urkundlich erwähnt wurde. Ihren Namen hat sie von der benachbarten Ortslage Heidberg. In der Karte Topographia Ducatus Montani, Blatt Amt Solingen, von Erich Philipp Ploennies aus dem Jahre 1715 ist die Mühle bereits ohne Namen verzeichnet. Das dortige Ittertal wurde intensiv für den Betrieb von Schleifkotten und Wassermühlen genutzt. Benachbart zur Heidberger Mühle befinden sich etwa der Ernenkotten und die Breidenmühle.
Der Mahlbetrieb in der Heidberger Mühle war bereits am Ende des 19. Jahrhunderts eingestellt. 1894 wurde in der Mühle ein Ausflugslokal eröffnet. Das ursprüngliche Mühlgebäude, ein Fachwerkbau, wurde um 1900 abgebrochen. Das Ausflugslokal wurde im erhalten gebliebenen Haupthaus weiterbetrieben. Die zur Mühle gehörenden Nebengebäude wurden um 1900 in einen Gastraum für das Restaurant umgebaut. Ebenfalls wurde zu dieser Zeit ein Gondelteich angelegt, indem ein Teil des zur Mühle gehörigen Hofes geflutet wurde. Auf dem Teich wurde um 1930 der Nachbau einer Holländerwindmühle errichtet, der aber rein dekorativem Zweck dient.
Das Haupthaus wurden am 21. Oktober 1982 unter der Nummer A0067 in die Denkmalliste der Stadt Haan eingetragen. Im Oktober 2006 brannte die Windmühle auf dem Teich durch ein Feuer aus, wurde aber 2007 wieder aufgebaut.